# 影子乐队
影子乐队（英語：The Shadows）是一支英国流行/摇滚乐队，从1950年代到2000年代共拥有69首英国打榜单曲：其中35首署名为影子乐队，34首署名为奇里夫·李察和影子乐队（英語：Cliff Richard and the Shadows）。乐队在英国节拍乐队风潮中位于前列，是第一支自己成名的伴奏乐队。作为四人摇滚乐队形式的先驱，乐队由主音吉他、节奏吉他、贝斯和架子鼓组成。
影子乐队的核心成员为Hank Marvin、Bruce Welch和Brian Bennett，尽管在乐队历史上成员变动很大。乐队独特的声音最初是来源于美国Fender電吉他和電貝斯、英国Vox放大器和echo units Meazzi Echomatic tape以及Binson磁盘。在披头士乐队出道之前，影子乐队在1950年代末到1960年代初占据了英国流行乐舞台。虽然他们在1960年代后期衰落了，乐队在1970年代后期又取得了一定的成功，直到现在。
影子乐队是英国打榜单曲数量第三多的音乐人，位于埃尔维斯·普雷斯利和奇里夫·李察之后。

## 脚注
1. ↑  Anon. . Spectropop remembers.   [4 December 2009]. （原始内容存档于2015-09-24）.
2. ↑  Roberts, David. . Guinness World Records Limited. 2007. ISBN 1-904994-10-5.